# Kurgankulturen
Kurgankulturen är en forntida kultur i centrala Ryssland, uppkallad efter den västsibiriska staden Kurgan, som också lånat sitt namn till de uråldriga kummelformiga gravhögar kallade kurganer, som förekommer ganska talrikt i Sydryssland, innehållande jämte den jordades ben ofta även dyrbara fornsaker.
En hypotes för de indoeuropeiska språkens ursprung är att en indoeuropeisk protokultur uppstod kring 5000 f.Kr. i Centralasien, och att de folk som idag talar indoeuropeiska språk åtminstone delvis kan räkna sina anor till grupper av indoeuropéer som migrerade från detta område åt olika håll.  Kurgankulturen skulle kunna vara de arkeologiska spåren efter dessa urindoeuropéer.